# Tömörijn Artag
Tömörijn Artag (mong. Төмөрийн Артаг, ur. 10 kwietnia 1943 w  somonie Tes, zm. w 1993) – mongolski zapaśnik walczący w stylu wolnym. Dwukrotny olimpijczyk. Brązowy medalista z Meksyku 1968 i odpadł w eliminacjach turnieju w Monachium 1972. Walczył w stylu wolnym w 1968 wadze półśredniej (78 kg), a w 1972 w wadze średniej (82 kg). Zajął piąte miejsce na mistrzostwach świata w 1970, 1971 i 1973. Trzeci w Pucharze Świata w 1975 roku.
- Turniej w Meksyku 1968

Wygrał z Brytyjczykiem Tonym Shackladyem, Kanadyjczykiem Brianem Heffelem i Węgrem Károlym Bajkó. Przegrał z Bułgarem Angełem Sotirowem i Turkiem Mahmutem Atalaym.
- Turniej w Monachium 1972

Pokonał Turka Hayria Polata i Węgra Istvána Kovácsa. Przegrał ze Szwedem Kurtem Elmgrenem i zawodnikiem radzieckim Lewanem Tediaszwiliem.